# Plaza Laprida (San Juan)

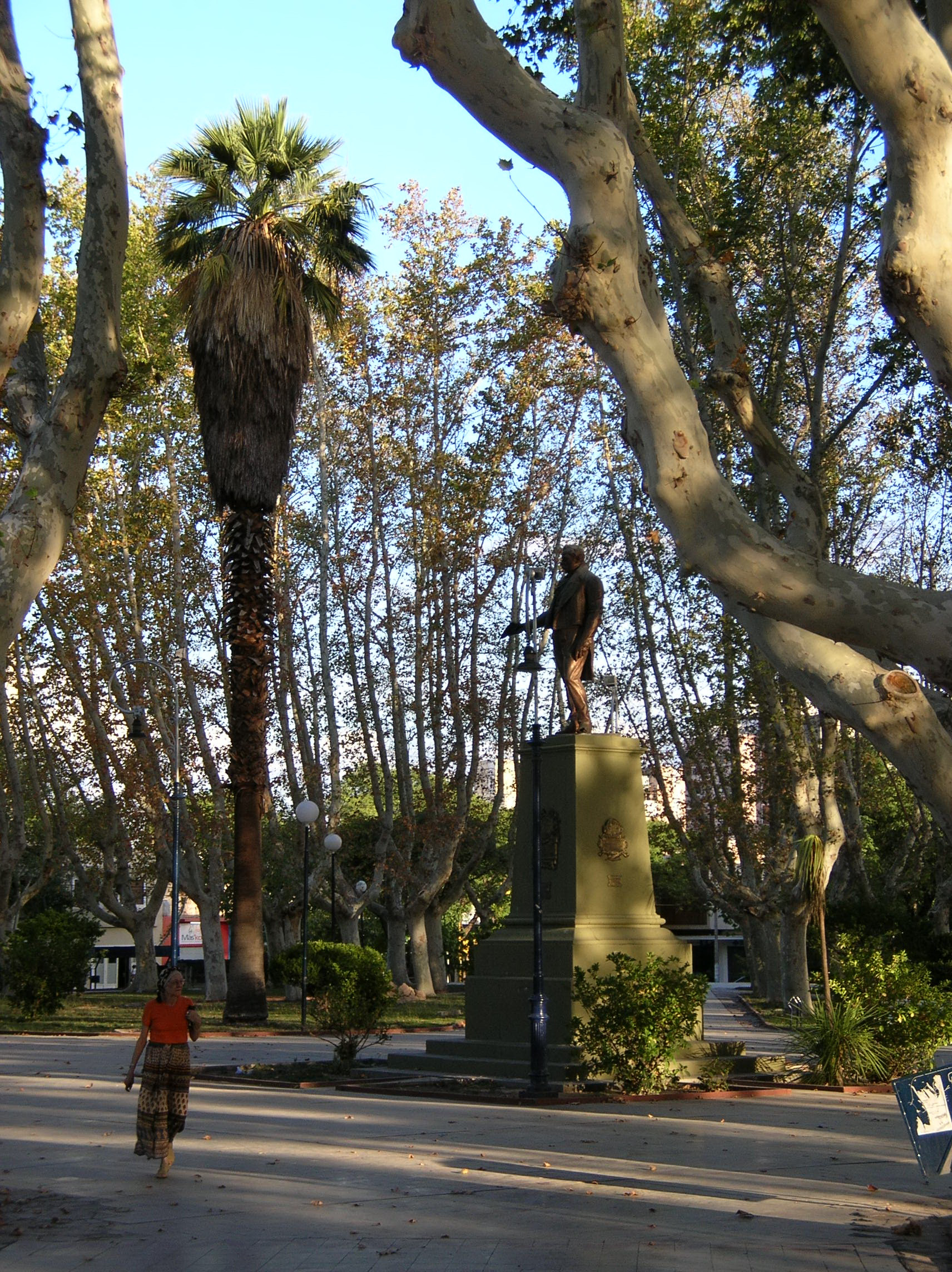
Vista de la plaza, donde se puede apreciar el monumento a Laprida y la importante vegetación árborea de Plátanos.

La Plaza Laprida, es un espacio verde parquizado ubicado en la ciudad argentina de San Juan. Está ubicada en al oeste de la ciudad.
Posee una fuente de agua y en el centro el monumento a Narciso Laprida, de quien se le debe su nombre y una importante cantidad de especies árboreas de Platanus hispanica o plátanos.
Está rodeada por las avenidas:Libertador General San Martín  al norte y Alem al sur, mientras que las calles: Laprida al sur y Catamarca al este demarcan el resto de los límites.
La Plaza Laprida se constituyó en paseo cuando en septiembre de 1904 fue inaugurada una estatua del prócer, pero recién después de 1911, con la creación de la Escuela Normal Superior Sarmiento en sus cercanías, adquirió importancia. En la década de 1930 era el lugar elegido para mostrar la fuerza de los grupos políticos y criticar intervenciones.

## Localización
La Plaza Laprida, está ubicada al oeste de la ciudad de San Juan, a cuatro cuadras (400 metros) al noroeste de la Plaza 25 de Mayo, el espacio verde principal de la nombrada ciudad. 
Teniendo en cuenta la localización absoluta, la misma se ubica a: 31°32′06″S 68°31′51″O / -31.53500, -68.53083 y a una altitud de 650 m s. n. m.

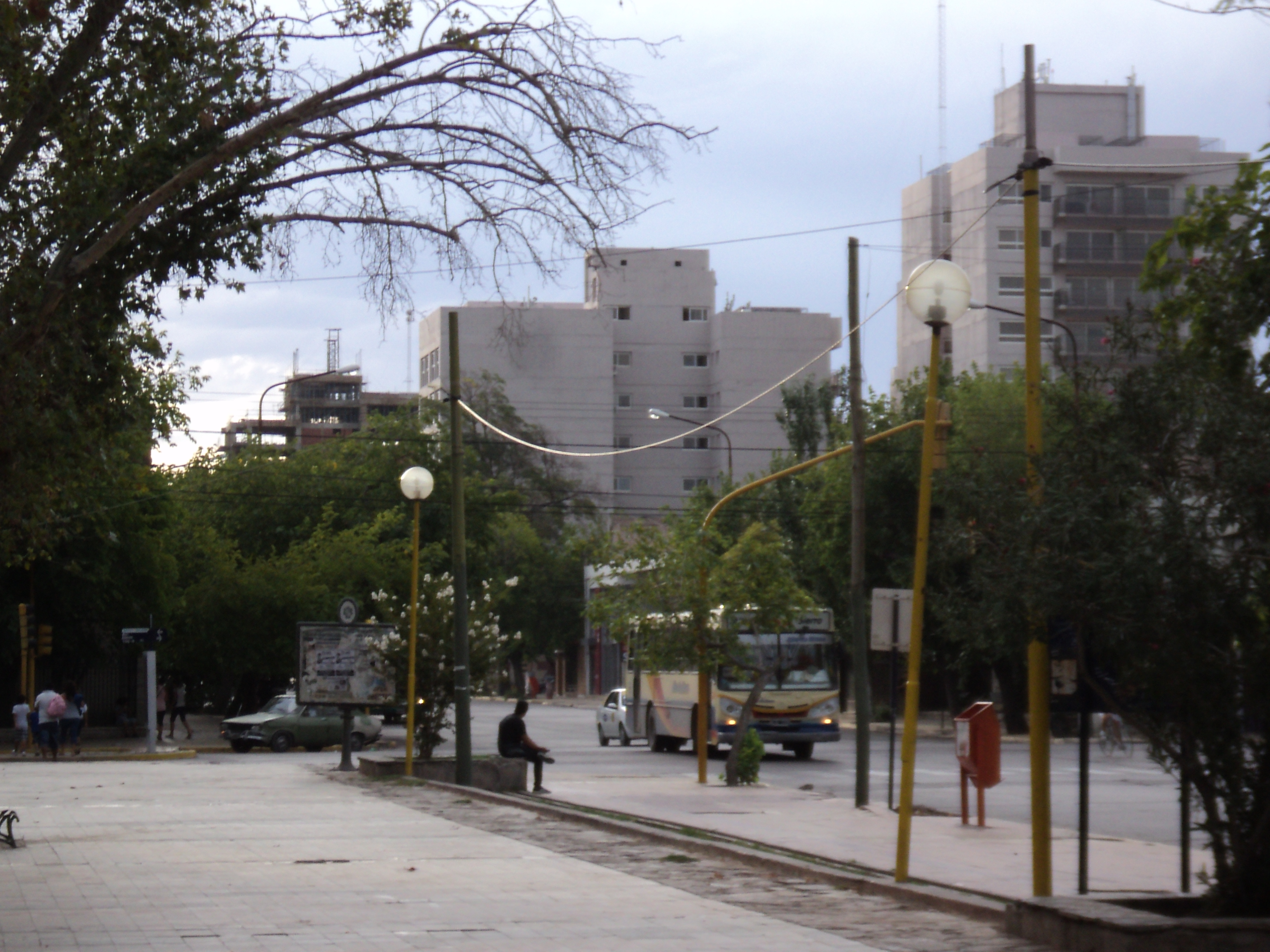
Paseo y parquización de la plaza

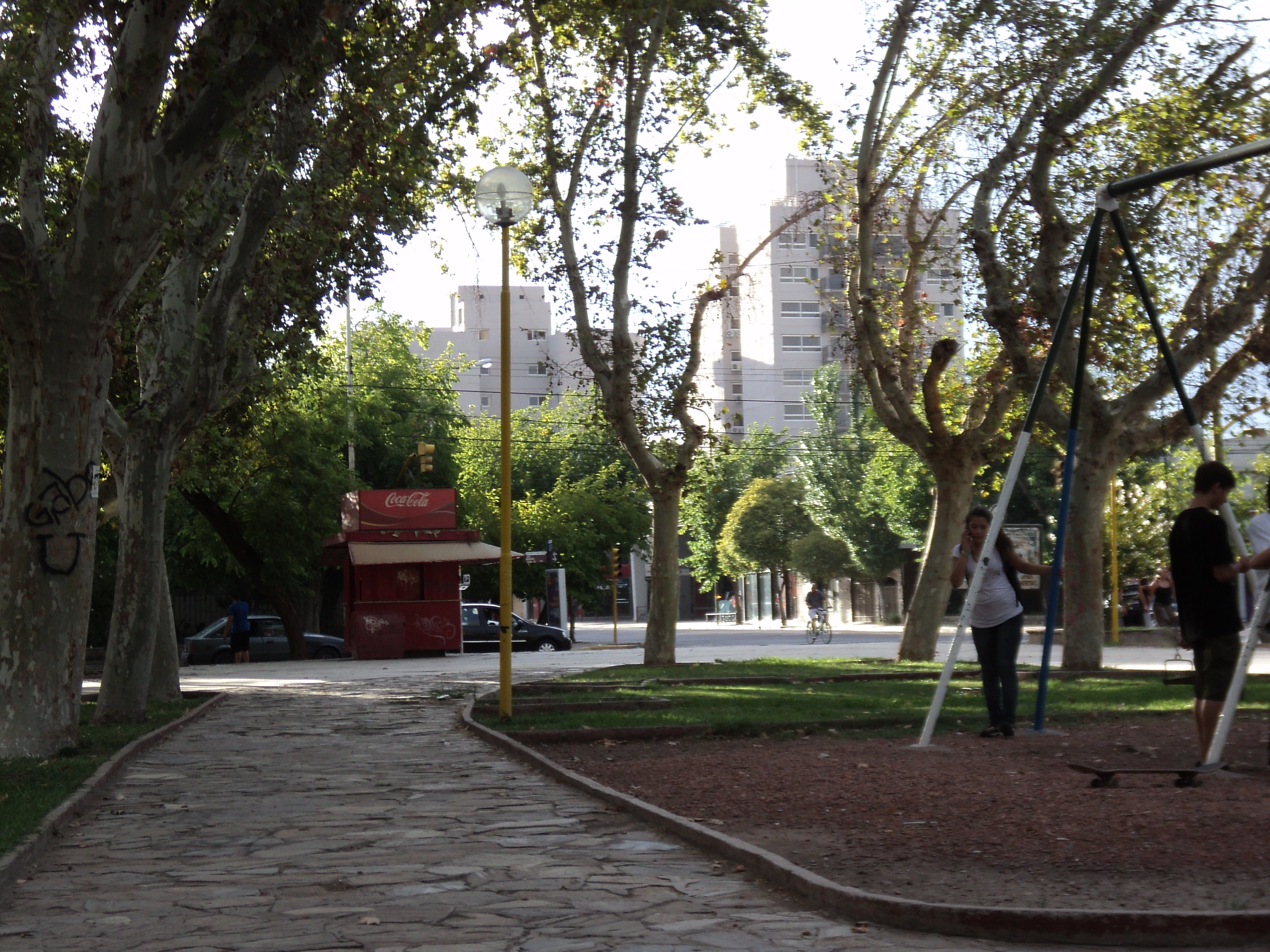
La plaza rodeada de edificaciones de altura de hasta 10 pisos

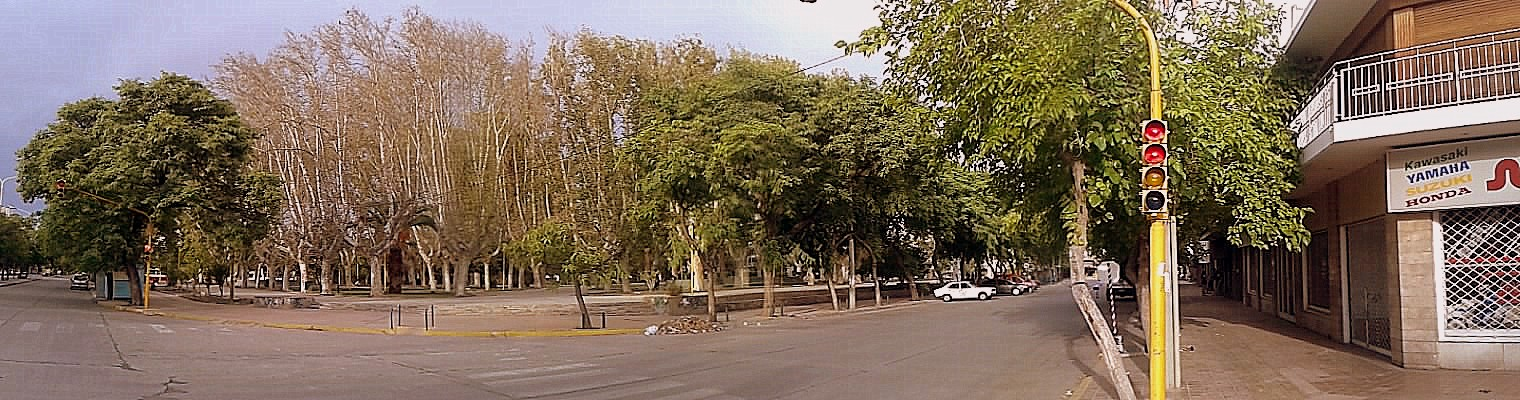
Vista panorámica de la plaza